# Die Augen wollen sich nicht zu jeder Zeit schließen oder Vielleicht eines Tages wird Rom sich erlauben seinerseits zu wählen
Die Augen wollen sich nicht zu jeder Zeit schließen oder Vielleicht eines Tages wird Rom sich erlauben seinerseits zu wählen (Kurztitel: Othon; Originaltitel: Les yeux ne veulent pas en tout temps se fermer ou Peut-être qu’un jour Rome se permettra de choisir à son tour) ist ein Film von Jean-Marie Straub und Danièle Huillet aus dem Jahr 1970.

## Handlung
Gekleidet in altrömische Kostüme und agierend in realen Außendekors, bei denen im Hintergrund immer wieder Gebäude und Straßenverkehr des modernen Roms des Jahres 1969 sichtbar werden, rezitieren die Darsteller das Theaterstück Othon von Pierre Corneille.

## Inszenierung
Die Filmzuschauer sehen „Menschen, die ein fremdes Spiel treiben, (ein Spiel), das zunächst ganz fremd erscheint“. Dieses „reale Fremdsein“ des Textes – fremd, für heutige Zuschauer, allein schon durch seine Alexandriner mit Paarreimen – haben Straub-Huillet mit ihrer Inszenierung von Corneilles Othon-Stück bewusst betont.
Als Erstes fällt das Sprechen, die Sprechweise der Darsteller auf. Kameramann Renato Berta hat es in seiner Erinnerung an seine erste Zusammenarbeit mit Straub-Huillet so zusammengefasst: „Der Text ist wichtig, klar, aber er ist nicht das Thema des Films. Das eigentliche Thema ist die Beziehung der Darsteller zum Text.“
Straub selbst schrieb dazu in einer Einführung zur Erstaufführung im Fernsehen: „Der gesprochene Text, die Worte, sind nicht wichtiger als die ganz unterschiedlichen Rhythmen und Tempi der Darsteller und ihre Akzente (verschiedene italienische und französische, ein englischer und ein argentinischer Akzent); nicht wichtiger als ihre einzelnen im Augenblick ergriffenen, gegen Lärm, Luft, Raum, Sonne und Wind kämpfenden Stimmen.“
Es gibt weitere Elemente, die das Ganze zunächst als ein „fremdes Spiel“ erscheinen lassen:
- „In mehreren Szenen konkurriert der reale Drehort mit der Fiktion. Mit Direktton aufgenommen, übertönt mal das Plätschern von fließendem Wasser aus einem Brunnen, mal der Krach des römischen Straßenverkehrs fast die Stimmen der Darsteller. Nicht einmal die Sprache steht in den Darbietungen der Schauspieler im Vordergrund – sie rezitieren ihre Verse ausdruckslos und strukturieren ihre Intonation nach Atemmustern, nicht nach poetischen Prinzipien“. So beschreibt es Sarah Jane Foster in ihrem Artikel für Senses of Cinema aus 2017.[4]
- Die Orientierung in den Orten der Spielhandlung ist nicht einfach: Von einer Terrasse mit Überresten des antiken Roms springt die Handlung im vierten Akt unvermittelt in die Gärten einer Villa aus dem 17. Jahrhundert.

Nur wenn man, trotz dieser zusätzlichen Verfremdungen, die gesprochenen Texte der Figuren tatsächlich aufnehmen kann, wird man die Intrigen dieses „manchmal komischen, gar lächerlichen Trauerspiels“ (Straub) erfassen können. Danièle Huillet sagte dazu: „Es sind auch Dinge in dem Film, die nicht fremd sind, was Erpressung betrifft und Gewalt.“
Straubs Hoffnung: „Wenn man für all dies jeden Augenblick offene Augen und offene Ohren behält, wird man den Film gar spannend empfinden.“

## Hintergrund
- Corneilles Theaterstück Othon basiert auf den realen, von Tacitus überlieferten geschichtlichen Ereignissen im Rom der Jahre 68 und 69 – dem Ende von Galbas nur halbjähriger Zeit als römischer Kaiser, dem Otho folgte. Straub hat darauf hingewiesen, dass es die Figur Camilla „in der Geschichte bei Tacitus nicht gab, (sie) also eine Erfindung von Corneille“ sei; aus seiner Sicht stelle sie „das Land dar, das nie befragt wird und über dessen Schicksal eine Clique bestimmt“.[3]
- Der Titel des Films besteht aus zwei Textstellen aus Akt 3–Szene 5 des Corneille-Stücks. In dem langen Dialog dieser Szene sagt Othon: „Les yeux ne veulent pas en tout temps se fermer“ („Die Augen wollen sich nicht zu jeder Zeit schließen“); und Camilla sagt: „Peut-être qu’un jour Rome se permettra de choisir à son tour“ („Vielleicht eines Tages wird Rom sich erlauben seinerseits zu wählen“).
- Der Film beginnt, noch vor dem Vorspann, mit einem langen Kameraschwenk und einem anschließenden Zoom auf den Eingang einer Höhle in einer steilen Bergwand. Dem Film selbst ist nicht zu entnehmen, was es mit dieser Höhle auf sich hat. Nur in Gesprächen hat Straub darauf hingewiesen, dass dort während der Zeit des Faschismus Partisanen Waffen versteckt hätten.[1]
- Der Abspann des Films endet mit dieser Widmung: „Dieser Film ist der sehr großen Zahl jener gewidmet, die mit französischer Sprache aufgewachsen sind, aber nie das Privileg hatten, das Werk Corneilles kennenzulernen; sowie Alberto Moravia und Laura Betti, die mir die Genehmigung beschafften, in Rom – auf dem Palatin und in den Gärten der Villa Doria-Pamphilj – zu drehen.“[5]
- Die deutschen Untertitel wurden von Straub und Huillet gemeinsam mit Herbert Linder erstellt. Von Linder stammt auch die erste Übersetzung des vollständigen Textes des Corneille-Stücks ins Deutsche, von ihm selbst 1974 in New York veröffentlicht.[6]

## Produktion
Die Dreharbeiten fanden im August und September 1969 in Rom statt. Drehorte waren – für die ersten drei Akte – eine lange Terrasse auf dem Palatin-Hügel, – für den vierten Akt – die Gärten der Villa Doria Pamphilj und – für den fünften Akt – Gelände am Fuß des Palatin, „in römischen Trümmern“ (Straub).
Die Uraufführung des Films fand am 4. Januar 1970 beim Festival von Rapallo statt, und wenig später – im Mai 1970 – lief er im Rahmen der „Quinzaine des Réalisateurs“ bei den Filmfestspielen von Cannes. Die deutsche Erstaufführung fand am 8. Oktober 1970 bei der Mannheimer Filmwoche statt. Am 26. Januar 1971 wurde der Film im Programm des ZDF gezeigt.
Gedreht wurde Die Augen wollen sich nicht zu jeder Zeit schließen oder Vielleicht eines Tages wird Rom sich erlauben seinerseits zu wählen auf 16-mm-Film, und lange waren auch alle verfügbaren Kopien im 16-mm-Format. Später wurde der Film mit Unterstützung der französischen Filmförderung (CNC – Centre national du cinéma et de l’image animée) auf das 35-mm-Format „aufgeblasen“. Diese Version wurde zum ersten Mal am 7. Januar 1999 in der Pariser Cinémathèque gezeigt.

## Rezeption
- Auf TV Spielfilm heißt es: „Während die Laiendarsteller (man hört's!) den klassischen Dramentext auf dem Monte Palatino zitieren, sieht und hört man im Hintergrund das moderne Rom mit seinem Verkehrslärm. Ein gar seltsamer Film.“[7]

- Der Filmdienst schreibt: „Durch eine strenge, nahezu asketische Bildgestaltung und einen sehr eigenwilligen Umgang mit dem Text der Vorlage widersetzt sich der Film auch auf formaler Ebene einer herkömmlichen „Lesart“, wobei er die Sehgewohnheiten des Publikums mitunter erheblich brüskiert.“[8]

- Ähnlich prägnant, allerdings mit entgegengesetzter Botschaft, die Überschrift des Artikels von Marguerite Duras zum Pariser Kinostart des Films im Januar 1971: „Soyez pas con, allez voir Othon!“ („Seid nicht dumm, schaut Euch Othon an!“)[9]

- 1970/1971 wurde Straub-Huillets Film zum Gegenstand einer vehementen Kontroverse zwischen den beiden französischen Filmzeitschriften Cahiers du cinéma und Positif. Beide Zeitschriften waren zu der Zeit politisch linksorientiert, aber mit sehr unterschiedlichen Positionen: „elitär“ lautete der Vorwurf in Richtung Cahiers, „populistisch“ der in Richtung Positif. Was den Othon-Film betrifft, kam Jean Narboni in den Cahiers zu der Wertung, „die Radikalität des Films ließe fast die Gesamtheit dessen, was es im Kino üblicherweise zu sehen gebe, im Niedergang und veraltet aussehen“. Michel Ciment, in Positif, sah den Film hingegen als eine „vollkommen reaktionäre Angelegenheit, einen abstrusen 90-minütigen Vortrag“.[10]

## Varia
Die Augen wollen sich nicht zu jeder Zeit schließen oder Vielleicht eines Tages wird Rom sich erlauben seinerseits zu wählen war der erste Film, bei dem Straub und Huillet mit dem Schweizer Kameramann Renato Berta – damals zunächst noch als Assistent von Ugo Piccone – zusammengearbeitet haben. Seitdem wurde diese Zusammenarbeit bei zahlreichen Filmen immer wieder fortgesetzt, zuletzt bei Straubs Kurzfilm aus 2020 La France contre les robots.